# Rosheim
Rosheim (en alsacià Ruuse) és un municipi francès, situat a la regió del Gran Est, al departament del Baix Rin. L'any 1999 tenia 4.548 habitants. Limita amb Bischoffsheim, Bœrsch, Grendelbruch, Griesheim-près-Molsheim, Mollkirch, Rosenwiller i Dorlisheim.
Forma part del cantó de Molsheim, del districte de Molsheim i de la Comunitat de comunes de les Portes de Rosheim.

## Demografia
| 1962  | 1968  | 1975  | 1982  | 1990  | 1999  |
| ----- | ----- | ----- | ----- | ----- | ----- |
| 3.004 | 3.291 | 3.499 | 3.766 | 4.016 | 4.548 |

## Administració
| Període   | Identitat          | Partit |
| --------- | ------------------ | ------ |
| 1971-1980 | Georges Baruch     |        |
| 1989-2001 | Alphonse Troestler | UDF    |
| 2001-2008 | Jean-Paul Beller   |        |
| 2008-     | Michel Herr        |        |

## Fills il·lustres
- Jean-Marie Lehn (1939 -) químic, Premi Nobel de Química de l'any 1987.